# 주사 (의학)

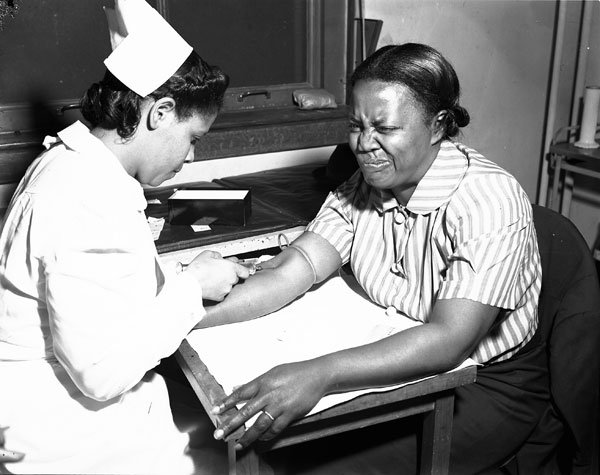
주사를 놓는 간호사

주사(注射, 영어: injection, shot, jab)는 주사기를 사용해서 체내에 주사약을 넣어서 질병의 예방 및 치료를 하는 방식이다.
질병의 예방과 치료 이외에 마약 등 약물복용을 하기 위해서와 동물실험과 생체실험 등 의학실험을 하여 결과를 알아보기 위해 하기도 한다.
질병의 예방과 치료목적의 주사는 일반적으로 간호사들이 한다.
보톡스는 주사요법은 의사들이 시술한다.

## 주사의 종류

### 조직주사
조직에 놓는 주사이다.
- 근육 주사 : 가장 일반적인 주사방식으로 주사부위는 주로 엉덩이의 윗부분이다.
- 피내 주사 : 질병의 진단과 예방을 하기 위해 주사하는 방식으로 주사부위는 주로 아래팔의 안쪽이다.
- 피하 주사 : 내복약으로 복용하면 소화액에 의하여 약효가 변질될 우려가 있는 약물에 대하여 주사하는 방식으로 주사부위는 주로 위팔의 바깥쪽이다.

### 혈관주사
혈관에 놓는 주사이다.
- 동맥 주사 : 질병의 진단과 치료를 하기 위해 동맥부위에 주사하는 방식이다.
- 정맥 주사 : 대량의 주사약을 정맥부위에 주사하는 방식으로 수액이나 수혈에 주로 이용된다. 주사부위는 주로 팔꿈치의 안쪽이다.

## 주사 도구
- 주사기 : 주사액을 위한 용량과 주사바늘의 크기 등이 주사하는 상황에서 고려되어 선택된다.

- 주사약(注射藥) : 주사를 놓을 때 사용되는 약으로, 주사제(注射劑) 혹은 주사액(注射液)이라고 부른다. 주로 물과 같은 투명한 액체로 되어 있으며 매우 작은 병에 보관되어 개봉후 주사바늘을 통해 주사기에 주입후 주사한다.

- 주사실(注射室) : 병원에서 환자에게 주사를 놓는 병실이며, 각 병원마다 설치되어 있다. 환자들이 엉덩이에 주사를 맞으므로 주사맞을 때 엎드릴 수 있도록 침대가 놓여 있는 데 환자가 주사맞은 후 피 흘리는 일이 많아 흘린 피에 침대가 더럽혀지는 것을 방지하기 위해 침대의 색상이 주로 검은색으로 되어 있다. 또한 주사맞는 환자가 주사놓는 간호사 이외에 제3자에게 엉덩이를 함부로 보이지 않도록 하기 위해 커튼이 쳐 있고 주사실내부가 주사실 밖에서 잘 안 보이게 되어 있다.

## 같이 보기
- 예방접종
- 감초주사
- 마늘주사
- 백옥주사
- 비타민주사
- 태반주사